# Mason Glacier
Mason Glacier är en glaciär i Antarktis. Den ligger i Östantarktis. Nya Zeeland gör anspråk på området. Mason Glacier ligger 324 meter över havet.
Terrängen runt Mason Glacier är varierad, och sluttar österut. Trakten är obefolkad. Det finns inga samhällen i närheten.